# الشريك الأدبي
الشريك الأدبي مبادرة أطلقتها هيئة الأدب والنشر والترجمة في مارس 2021م من خلال عقد شراكات أدبية مع المقاهي. وتهدف إلى ترويج الأعمال الأدبية بأسلوب مبتكر وفي متناول أفراد المجتمع.

## الهدف
- جعل الثقافة أسلوب حياة.
- تعزيز قيمة الأدب في حياة الفرد.
- دعم انتشار الكتاب السعودي محلياً وعالمياً.
- تعزيز دور مؤسسات القطاع الخاص والثالث في النهوض بالقطاع الثقافي.
- إلهام الأفراد للإنتاج الأدبي والثقافي.[5]

## الجوائز
جوائز سنوية تحفيزية للمقاهي الفائزة بأفضل شريك أدبي، يصل مجموعها إلى مليون ريال سعودي.
قُسم الشركاء المشاركون إلى 3 فئات:
| الفئة | المركز الأول | المركز الثاني | المركز الثالث |
| ----- | ------------ | ------------- | ------------- |
| أ     | 250 الف ريال | 180 ألف ريال  | 130 ألف ريال  |
| ب     | 120 ألف ريال | 90 ألف ريال   | 60 ألف ريال   |
| ج     | 50 ألف ريال  | 30 ألف ريال   | 20 ألف ريال   |

الجوائز ا لخاصة
| أفضل مساهم مبتكرة | أفضل ممثل لثقافة المنطقة | أفضل ظهور إعلامي  |
| ----------------- | ------------------------ | ----------------- |
| 30 ألف ريال سعودي | 30 ألف ريال سعودي        | 30 ألف ريال سعودي |

## مراحل المبادرة

### المرحلة الأولى
بدأت منذ اطلاق المبادرة من شهر مارس 2021 حتى اعلان النتائج يوم 13 يونيو 2022م شارك فيها 20 مقهى حيث وصل مجموع الأنشطة الأدبية التي قدمتها هذه المقاهي إلى 539 نشاطاً، منها 332 فعالية مقامة و207 مساهمات، وبلغ المستفيدون منها أكثر من أربعة وخمسين ألف مستفيد.
فازت رائدة الأعمال السعودية «منى الهويدي» صاحبة مقهى «قروث» في مدينة تبوك بجائزة الدورة الأولى من مبادرة «الشريك الأدبي» على مستوى المملكة.

### المرحلة الثانية

#### التوقيت الزمني
1. اطلاق المنصة وبداية التسجيل من 13 يونيو 2022 إلى 10 أغسطس 2022 [8]
2. مرحلة الفرز الأولي والترشيح من 10 أغسطس 2022 إلى 31 أغسطس 2022
3. الإعلان عن 40 مقهى ليكونوا شركاء أدبيين 1 سبتمبر 2022
4. الإعلان عن الفائزين في المرحلة الثانية 1 يونيو 2023

#### المقاهي المشاركة
أعلنت هيئة الأدب والنشر والترجمة عن انطلاق صافرة البداية للنسخة الثانية من مبادرة الشريك الأدبي.
- مقهى حبر، مقهى سبجكت، مقهى تشكيل، مقهى الصعود، مقهى سكة الكيف، مقهى عريب، مقهى نوق، مقهى محاكاة الواقع.
- مقهى رسم قهوتي، مقهى مقام، مقهى بارادايم، مقهى صحني الأزرق، مقهى سويرا، مقهى جذور، مقهى ساكورا.
- مقهى الساعة التاسعة، مقهى فايف إلفنت، مقهى فوكس، مقهى وكف، مقهى قروث، مقهى الضباب، مقهى فريدو، مقهى باوهاوس.
- نادي الكتاب، مقهى دفعة 89، مقهى موهوب، مقهى فاصلة، مقهى جازمين، مقهى 180 درجة، المقهى الرمادي.
- مقهى هارلو كافيه، مقهى مساحات مضيئة، مقهى إن كافيه، مقهى كوربري، مقهى لمة صحب، مقهى أورا، مقهى راو، مقهى بيهايف.
- مقهى نواة، مقهى كوز القهوة، مقهى قافية.

#### النتائج
اختَتمت هيئة الأدب والنشر والترجمة النسخة الثانية من مبادرة "الشريك الأدبي" يوم الاحد 4 يونيو 2023 وذلك بحضور الرئيس التنفيذي للهيئة الدكتور محمد حسن علوان
في الجدول التالي أسماء المقاهي الفائزة بحسب الفئات:
| الفئة | المركز الأول     | المركز الثاني | المركز الثالث |
| ----- | ---------------- | ------------- | ------------- |
| أ     | مقهى غروث        | إن كافيه      | مقهى فوكس     |
| ب     | مقهى نادي الكتاب | مقهى بارادايم | مقهى شارك     |
| ج     | مقهى تون         | مقهى فاصلة    |               |

كما كرّمت الهيئة ثلاثة فائزين بجوائزَ أخرى تقديراً لتميُّز أدائهم، وتفرُّد مخرجاتهم؛ وهم مقهى نواة، ومقهى قافية، ومقهى تويلفي عن ألقابٍ متعلّقة بالابتكار، وأصالة المحتوى وعلاقته بالثقافة المحلية، ودعم القدرات والمواهب الأدبية.

### المرحلة الثالثة
في أغسطس 2023م أعلنت هيئة الأدب والنشر والترجمة عن إطلاق المرحلة الثالثة من مبادرة الشريك الأدبي، ثم أعلنت في شهر سبتمبر عن اختيار 80 شريكاً أدبياً من المقاهي المنتشرة بمختلف مدن السعودية من أصل 190 مقهىً سُجلت في المبادرة للمشاركة في مبادرة الشريك الأدبي في نسختها الثالثة.

## روابط خارجية
الموقع الرسمي لمبادرة الشريك الأدبي